# Triada harmoniczna
Triada harmoniczna (inaczej akordy główne) – trzy podstawowe trójdźwięki zbudowane na pierwszym, czwartym i piątym stopniu gamy. Mają budowę tercjową.
Akordy te kolejno nazywane toniką, subdominantą oraz dominantą stanowią system tonalny oparty na dwóch typach skali muzycznej: majorowej (dur) i minorowej (moll).
Tonika jest ośrodkiem tonacji, punktem centralnym, od którego uzależnione są akordy zbudowane na pozostałych stopniach gamy. Każdy z tych akordów pełni określoną funkcję w konstrukcji muzycznej, przy czym podstawowym elementem zależności jest kierowanie się w stronę ośrodka, czyli tonacji.
W gamach minorowych (molowych) tonika i subdominanta są molowe (moll tonika, moll subdominanta). Dominanta jest zwykle majorowa (durowa); występuje także rzadko spotykana dominanta minorowa (molowa).
Wykorzystanie triady harmonicznej jest jednym z najprostszych sposobów harmonizowania utworu.

## Triady w różnych tonacjach
W lewej kolumnie triady gam durowych, w prawej triady gam molowych.
C-durC-dur, F-dur, G-dur
Cis-durCis-dur, Fis-dur, Gis-dur
D-durD-dur, G-dur, A-dur
Dis-durDis-dur, Gis-dur, Ais-dur
E-durE-dur, A-dur, H-dur
F-durF-dur, B-dur, C-dur
Fis-durFis-dur, H-dur, Cis-dur
G-durG-dur, C-dur, D-dur
Gis-durGis-dur, Cis-dur, Dis-dur
A-durA-dur, D-dur, E-dur
B-durB-dur, Es-dur, F-dur
H-durH-dur, E-dur, Fis-dur
a-molla-moll, d-moll, E-dur
b-mollb-moll, es-moll, F-dur
h-mollh-moll, e-moll, Fis-dur
c-mollc-moll, f-moll, G-dur
cis-mollcis-moll, fis-moll, Gis-dur
d-molld-moll, g-moll, A-dur
dis-molldis-moll, gis-moll, Ais-dur
e-molle-moll, a-moll, H-dur
f-mollf-moll, b-moll, C-dur
fis-mollfis-moll, h-moll, Cis-dur
g-mollg-moll, c-moll, D-dur
gis-mollgis-moll, cis-moll, Dis-dur